# Sezures (Penalva do Castelo)
Sezures é uma povoação portuguesa sede da Freguesia de Sezures do Município de Penalva do Castelo, freguesia com 22,74 km² de área e 606 habitantes (censo de 2021), tendo, por isso, uma densidade populacional de 26,6 hab./km².
A nível eclesiástico, a freguesia civil, cujo orago é Nossa Senhora da Graça, também é uma paróquia da diocese de Viseu. A nível judicial, faz parte da comarca de Mangualde, do Distrito de Viseu e da relação de Coimbra. A sede de freguesia dista cerca de 7 km da sede do município e está situada a cerca de 2 km. da margem esquerda do Rio Dão.
Além da Sezures, que é a sede desta freguesia, fazem também parte integrante os lugares de Boco, Campina, Quinta da Ponte, Vacaria e Vale Naires.
A actividade económica da população continua sendo essencialmente agricultora, havendo algumas empresas de pequenos comerciantes e transportes. Como a freguesia se situa junto do Rio Dão, a actividade agrícola é de boas condições agronómicas, salientando-se entre os melhores produtores de Vinho do Dão, de frutas e do Queijo da Serra. Tendo em conta isto, a gastronomia é rica e variada. Quanto aos legumes e frutos da terra, os pratos tradicionais são diversos. Estes incluem caldos de cebola, feijão com couves, e de castanhas secas. As papas Laberças, feita de farinha de milho com couves e as papas de milho rolão com mel, são muito apreciadas pelos forasteiros. Quanto à carne, Sezures oferece torresmos de vinho de alhos com batatas à racha, incluindo o cabrito guisado ou grelhado. O vinho do Dão aparece obrigatoriamente em todas as mesas, não faltando o queijo da Serra e os bolos de Azeite ou de Páscoa.

## Demografia
A população registada nos censos foi:
| Distribuição da População por Grupos Etários | Distribuição da População por Grupos Etários | Distribuição da População por Grupos Etários | Distribuição da População por Grupos Etários | Distribuição da População por Grupos Etários |
| -------------------------------------------- | -------------------------------------------- | -------------------------------------------- | -------------------------------------------- | -------------------------------------------- |
| Ano                                          | 0-14 Anos                                    | 15-24 Anos                                   | 25-64 Anos                                   | > 65 Anos                                    |
| 2001                                         | 151                                          | 136                                          | 376                                          | 191                                          |
| 2011                                         | 94                                           | 83                                           | 338                                          | 211                                          |
| 2021                                         | 76                                           | 56                                           | 270                                          | 204                                          |

## História
A origem desta freguesia remonta á idade Média, e toda esta região pertencia à Ordem do Santo Sepulcro. No século XIII, e sobretudo nas Inquirições de 1258 de D. Afonso III, aparece com o nome de Cesuraes. Era então um lugar muito remoto, situado como ficava entre os castros, depois castelos, de Pena Verde, ao nascente, e de Pena Alva (hoje Penalva), ao sudoeste. Os montes que circundam a povoação apresentam cumes favoráveis à defesa castreja. Como exemplo temos o cume das Pedras Altas, imediatamente ao sul. O tepónimo de sentido megalítico, é de interesse arqueológico. Um pouco a noroeste da povoação encontra-se a Venturinha. Este topónimo é um índice da antiguidade do povoamento local, pois o seu nome surge do étimo latino “vulturina”, sendo alusivo à abundância de aves rapaces encontradas nestas alturas em tempos remotos. De facto as referidas Inquirições de 1258 referem um local não muito longe de nome Castro Furado, referindo várias vezes que existia nesta elevação um castro de alguma importância para a defesa do território, dada a sua repercussão toponímica. Para completar a pré-história local, um pouco mais longe, já na freguesia Antas, encontravam-se edificações dolménicas.
O local não era muito povoado nos primórdios Monarquia. Em 1244, embora os inquirimentos régios o não digam, D. Gerardo de Trancoso e D. Teresa Afonso, sua esposa, doaram ao mosteiro de Salzedas, entre outros muitos bens, uma herdade em Susuris, à Fonte da Ulgueira, para pagamento de cem maravedis de ouro que deviam ao convento. Maravedi é uma antiga moeda árabe que se usava em Portugal no tempo medieval e cujo valor variou bastante. Maioritariamente terrenos incultos, havia pequenas hortas, muitos, em tempo de D. Sancho II, pertencentes a D. Vivilde.
No século XIII aparece com seu único proprietário um D. Paio Ruivo, que do seu casal fez doação ao mosteiro e Ordem do Santo Sepulcro. É precisamente a esta Ordem a que se deve o repovoamento de Sezures conforme dita o documento inquiridor de 1258, pelo que é de transcrever, traduzindo das inquirições de 1258, o seguinte informe: “habuit eam Sepulchrum Domini de testamento de Pelagio Rubeo de longo tempore”, traduzindo-se que “a villa de Sezures…, teve-a o Sepulcro do Senhor por doação de Paio Ruivo há muito tempo”, no qual os frades fizeram depois deste testamento mais de trinta casais, que alargavam e rompiam através do monte real. A obra dos monges do Santo Sepulcro é de notabilíssima importância para a história da colonização interna nos primeiros séculos do Reino de Portugal.
A villa, talvez toda ela foreira, pertencia à coroa, com excepção do casal que fora de Paio Ruivo, conforme a acta das inquirições. “tota est foraria regis et sua propria regis, excepto uno casali quod fuit de Pelagio Rubeo”. Fora revelado aos inquiridores, no entanto, que da vila de Cesuras, a coroa apenas recebia metade das coimas por homicídio ou qualquer outro delito. As coimas eram penas que se aplicavam ou se impunham aos que deixavam entrar gado nas searas ou lavouras alheias, ou roubos de frutos, etc. Segundo Viterbo, havia o costume de aplicar esta pena ao lugar mais próximo onde se encontrasse uma pessoa morta, sem se saber o agressor. O lugar penalizado teria de pagar ao mordomo do termo trinta maravedis ou então provar o contrário. D. Afonso II extinguiu este injusto costume nas suas primeiras cortes. Além disto, ainda havia as portagens e o serviço militar chamado de hoste-e-anúduva. Quanto a isto desconhece-se que atitude tomou D. Afonso III.
Naquele tempo, os habitantes da freguesia cultivavam fora do lugar certas herdades de renda, e delas eram obrigados a dar à coroa, através do concelho de Penalva, uma ração de pão ou cem maravedis. De novo, lê-se no documento de 1258: “dant de eis racionem de pane concilio de Penna Alba, quod est arrendatura cum rege”.
Na primeira metade do século XIII, a Ordem do Santo Sepulcro recebeu várias doações que então incluía o termo de Sezures, herdades de arrendamento para cultivo, dádivas estas do sapateiro Paio Martins, e ainda a herdade de D. Pedro e D. Dordia, com terrenos no sítio de Carpena, incluindo um pequeno quintal e horta no meio de terras incultas. Os doadores, tratados por “dom” nas actas inquiridoras, deviam ser vilãos ou pessoas de bens, chamados pelo povo de “melhorados”.
Hoje, povoam esta freguesia 854 residentes, conforme o censos de 2001, distribuídos por 562 edifícios. Como muitas freguesias do interior de Portugal, Sezures não escapou ao êxodo para o litoral, as grandes urbes ou à emigração para países da Europa e Américas. Conforme registos de 1941, viviam no limites autárquicos 1,317 habitantes, distribuídos em 395 fogos.

## Património Cultural
Esta freguesia encerra em si um vasto património arquitectónico. Como património edificado, a freguesia de Sezures tem a sede o edifício administrativo da Junta e Assembleia de Freguesia. Ainda na sede da autarquia encontra-se o Cruzeiro, imóvel de valor concelhio, reconhecido como monumento pelo decreto lei no
8/83 de 24 de Janeiro de 1983, e o fontenário público com escultura peculiar. Existe a Igreja Matriz dedicada a Nossa Senhora da Graça e a Capela de Santo António. É importante anotar que Sezures reveste-se de festa três vezes no mesmo ano, começando com a festa de Santa Bárbara no dia 5 de Agosto, logo a seguir para honrar a sua padroeira no dia 8 de Setembro, terminando com a Festa das Vindimas, na 2ª quinzena do mês.
No lugar do Boco encontra-se a bela capela dedicada a Santo António. Aqui é celebrada uma festa com arraial e tradições, culminando com uma procissão no dia 13 de Junho. No lugar de Campina, cujo habitantes são devotos de São João, encontramos uma curiosa capela dedicada a este santo milagroso. Também este lugar tem a sua festa no dia 24 de Junho. Na aldeia de Quinta da Ponte a sua capela é dedicada a São Miguel Arcanjo. Este pequenino templo substitui um pequeno oratório que fora outrora de particular que o deixou como doação à sua terra. No dia 29 de Setembro todo lugar sai à rua para festejar o seu santo padroeiro.
A freguesia tinha em 2008 uma Associação Recreativa e Cultural Sezurense e ainda o Grupo Desportivo de Sezures. Também tem dois grupos de música tradicional, a saber o Grupo de Cantares e Rancho Folclórico e o Gurpo “Vox Populi”.
Quanto à educação escolar, vertente muito importante para o futuro de um povo, as recentes tendências da população escolar em 2008 permitiram apontar, a médio prazo, para a estabilização de um pólo educativo na freguesia de Sezures. Tendo como princípio orientador uma escola de proximidade, que, dentro do possível, respeite a existência de um estabelecimento escolar básico na freguesia, foram criadas condições físicas para um ensino de qualidade que proporcione novos horizontes às crianças e jovens da freguesia. Quanto à educação e assistência de formação, Sezures possui um jardim de infância. Quanto ao ensino secundário, a população estudantil frequenta a Escola Secundária de Penalva do Castelo.